# Obermenzing

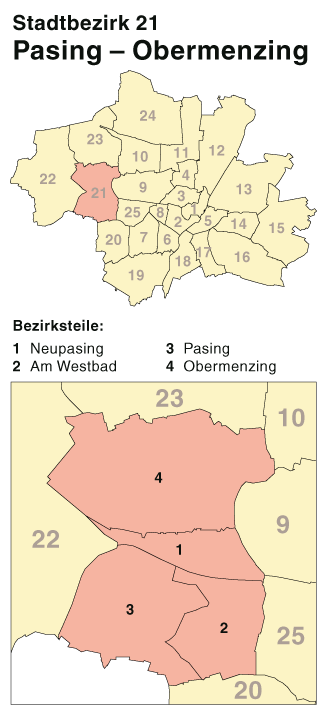
Lage des Stadtbezirks Pasing-Obermenzing innerhalb Münchens

Obermenzing ist ein Stadtteil der bayerischen Landeshauptstadt München mit etwa 30.000 Einwohnern auf einer Fläche von 765,58 ha. Obermenzing bildet mit Pasing den Münchner Stadtbezirk 21 Pasing-Obermenzing.

## Lage
Die 1938 eingemeindete Gemeinde Obermenzing bestand aus den beiden Fluren Obermenzing und Pipping, die beide an der Würm liegen und heute als eigenständige, voneinander unabhängige Stadtteile gesehen werden. Die Gemeindegrenze befand sich in etwa den Bahnkörper Richtung Obermenzing entlang bis zur Bergsonstraße, über landwirtschaftlich genutzte Fläche zur A 8, dann zur Oberen Mühlstraße, zur Menzinger Straße, an der Mauer des Schlossparks Nymphenburg zum Bahnkörper München-Pasing – München Hbf.
Heute in Obermenzing enthaltene Siedlungen sind: Neulustheim, Am Durchblick, Pipping und Menzing.

## Geschichte

### Menzinger Urgeschichte
Das Gemeindegebiet Obermenzing war in vorgeschichtlicher Zeit von Jägern, Ackerbauern und Fischern besiedelt. Während der Bauarbeiten an der damals sogenannten „Siedlung Blutenburg“ an der heutigen Gerlichstraße wurden 1924 Urnen- und Hügelgräber gefunden, deren Grabbeigaben ins 12. oder 11. Jahrhundert vor Christus datiert werden. Die genaue Lage der zu den Gräbern gehörenden Siedlung konnte bislang nicht ermittelt werden. Sehr viele Forscher vermuten die Lage in der Nähe des Obermenzinger Schlosses, da seine Lage in der Würm-Biegung von geographisch-strategischer Bedeutung ist.
Historisch wird Menzing als Ganzes in einer Schenkung nicht vor 782 zusammen mit Sendling und Moosach an das Kloster Wessobrunn zum ersten Mal fassbar. Offensichtlich bestand zu dieser Zeit keine Unterteilung zwischen Ober- und Untermenzing. Auch gehörte Menzing offensichtlich zu den Stiftungsgütern Herzogs Tassilo III. In einer Urkunde vom 6. November 817 übergaben der Edle Cotescalch und sein Bruder Deotpald ihren Grundbesitz in Menzing an die Kirche in Freising. Zwischen 854 und 875 erwarb Bischof Anno von Freising weitere Liegenschaften in Menzing durch Tausch mit solchen in Sickenhausen und vergrößerte so den Einfluss des Hochstifts Freising in Menzing. Sein Nachfolger Waldo von Freising, der den Korbinianstuhl von 883 bis 906 innehatte, berief daher den Edelmann Rathoch zum adligen Lehnsherr in Menzing. Trotzdem besaßen verschiedene Klöster, darunter die Klöster Wessobrunn und Ebersberg, Besitzungen in Menzing. Seit dem 12./13. Jahrhundert ist ein Ortsadel mit dem Titel de Mencingin (von Menzing) nachweisbar.

### Erste Erwähnung Obermenzings

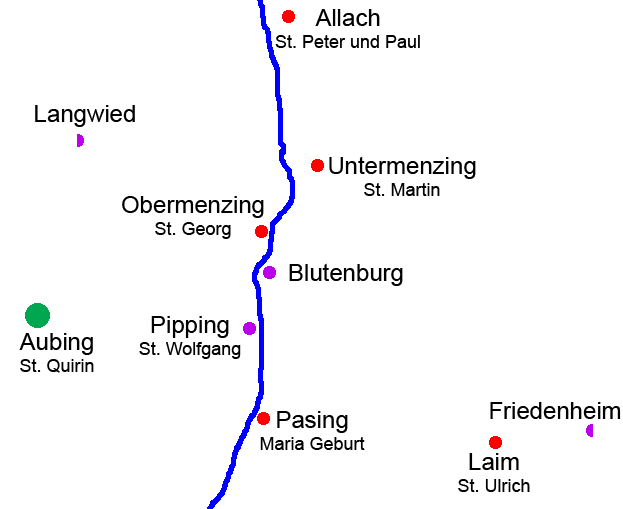
Die Aubinger Pfarrei vom Mittelalter bis ins 19. Jahrhundert. In der Konradinischen Matrikel von 1315 erwähnte Filialen in rot, später erwähnte in violett, die Würm in blau. Langwied und Friedenheim gehörten teilweise zur Pfarrei. Von St. Quirin bis St. Ulrich (Laim) sind es gut 6,5 km Luftlinie.

Mehr oder weniger unvermittelt taucht 1315 in der Konradinischen Matrikel der Ort „Obermenzing“ auf; in dieser Diözesanbeschreibung wird die Kapelle St. Georg zu Obermenzing erwähnt, die der Aubinger Pfarrei zugeordnet war. Aubing dürfte damit die Mutterpfarrei Obermenzings sein. Das Wessobrunner Urbar von 1397 gliedert und beschreibt die drei Orte Obermenzing, Untermenzing und Pipping ausführlich, so dass die Teilung Menzings vollzogen war, ohne Nachricht über den Grund zu haben.

### Vom Mittelalter bis zur Gemeindeerhebung
1403 erlebte Obermenzing zwei wichtige Ereignisse: zum einen wurden während des sogenannten „Münchner Bürgerkrieges“ während der Vierherzögeregierung die beiden Mühlen durch aufständische Münchner Bauern niedergebrannt, um so der Stadt München das Wasser abzuschneiden. Gleichzeitig wurde das Kirchweihfest der nunmehr als „Kirche“ beschriebene St. Georg vom Sonntag nach dem Fest des Hl. Laurentius auf dem Sonntag nach dem Fest der Apostel Philippus und Jakobus verlegt. Am 14. Mai 1441 erwarb Herzog Albrecht III. vom Kloster Wessobrunn Obermenzing und das Holz „genant der Laym“ und errichtet die „Hofmark Obermenzing“, nachdem er bereits 1431 bis 1440 mit dem Schloss Blutenburg Obermenzing ausgebaut hatte. Wie und wann das Hochstift Freising seinen Einfluss verlor, ist unbekannt.
1676 übernahm der kurfürstliche Geheimrat Anton Freiherr von Berchem die Hofmark Obermenzing. Er baute das Schloss Obermenzing großzügig um. Ebenso erreichte Berchem die Übernahme des Wessobrunner Klosterbesitzes in Pipping 1687, nachdem er bereits 1673 die Vogteirechte übernommen hatte. Somit hatte Berchem nun die Möglichkeit, Obermenzing als Ganzes zu entwickeln und zu verwalten. Die Attraktivität Obermenzings für das Kurfürstenhaus stieg sehr an, so dass nach Berchems Tod 1700 Kurfürst Max II. Emanuel die Hofmark wieder in seinen direkten Besitz übernahm. Ein Prozess der Erben scheiterte 1702 endgültig.
Im selben Jahr ging die Obermenzinger Tabakmanufaktur bankrott. Im Jahr 1803 wurde Obermenzing zum Schulstandort.

### Die Zeit als eigenständige Gemeinde
1818 wurde Obermenzing mit den Ortsteilen Blutenburg und Pipping eigenständige Gemeinde. Die Gemeinde Obermenzing blieb ländlich geprägt. Die Eröffnung der Eisenbahnlinie München – Ingolstadt hatte zuerst kaum Auswirkungen auf die Entwicklung Obermenzings, da die Gemeinde keinen Haltepunkt erhielt. Dennoch entstand eine eigene Infrastruktur, wie sie für Landgemeinden typisch sind: Neben der Gründung der Freiwilligen Feuerwehr 1873 sind vor allem die Errichtung von Schulen und des Feuerwehrhauses zu erwähnen, die zum Teil heute noch als Bauwerke bestehen.
Die Englischen Fräulein errichteten 1866 ein eigenes Institut im von ihnen gepachteten Schloss Blutenburg, das bis 1957 bestand. Gleichzeitig wurde Obermenzing Filiale der 1881 neuerrichteten Pfarrei Pasing. Beides ließ eine immer engere Verbindung zwischen Obermenzing und Pasing entstehen, so dass August Exter seine Villenkolonien Neupasing I und II an der Gemeindegrenze zwischen Pasing und Obermenzing errichtete und bald auf Pippinger und Obermenzinger Flur erweiterte. Immer mehr Bildungsbürger bauten ihre Häuser und Villen in Obermenzing, womit sich der Charakter der Gemeinde langsam von dem einer Landgemeinde zu dem eines vornehmen Vorortes wandelte. Der damit verbundene Bevölkerungszuwachs hatte 1902 die Errichtung eines Schulhauses und 1907 die Einrichtung eines Eisenbahn-Haltepunktes Obermenzing an der Nymphenburger Straße, der heutigen Verdistraße, zur Folge.
Obermenzing wurde eine angesehene Gemeinde für Mitglieder des Münchner Bildungsbürgertums, Beamte und leitende Angestellte. Das Selbstbewusstsein der Gemeinde wuchs zusammen mit dem Zuzug. Längst keine Landgemeinde mehr, wollte die Gemeinde aber ihr ländliches Gepräge nicht aufgeben. Die Planungen für eine neue Ortsmitte rund um die 1923/24 erbaute katholische Pfarrkirche Leiden Christi zeigen großzügige städtische Elemente in Kombination mit einem ländlich anmutenden Stil. Die Errichtung einer eigenen katholischen Pfarrei Obermenzing sowie die Verleihung des Gemeindewappens, beides 1922, unterstrich den Stolz der Gemeinde.

### Zeit des Nationalsozialismus
Im Rahmen der Pläne, durch Eingemeindungen die Hauptstadt der Bewegung flächen- und einwohnermäßig zu einer der größten des Reiches zu machen, kam auch Obermenzing ins Visier der nationalsozialistischen Machthaber. Bei der Reichstagswahl im März 1933 erhielt in Obermenzing die NSDAP 59,6 % der Stimmen. Hermann Göring und andere Nazi-Größen wohnten hier; die Döbereinerstraße war beflissentlich Hermann-Göring-Straße benannt worden.
Die Gemeinde Obermenzing wurde mit Vertrag vom 26. Oktober 1938 am 1. Dezember 1938 zwangseingemeindet, obwohl der Gemeinderat sich einmütig gegen die Eingemeindung wehrte und dabei auch Unterstützung von vielen Seiten, wie z. B. dem Bezirksamt München-Land, Vorläufer des heutigen Landratsamts München, bekam.

## Gemeindewappen

### Beschreibung
In silbernen Schild auf grünen Grunde ein rotes Schloss mit zwei sich verjüngenden Flankentürmen.

### Geschichte und Verwendung
Der Obermenzinger Gemeinderat beschloss im März 1922, ein Wappen anzunehmen. So beauftragte die Gemeinde den Münchner Kunstmaler Lorenz M. Rheude, den Entwurf für ein Gemeindewappen zu liefern. Rheude, künstlerischer Mitarbeiter und heraldischer Beirat des ehemaligen bayerischen Reichsheroldsamtes, legte bereits am 30. März 1922 einen Wappenentwurf vor, der in Silber auf grünem Boden ein rotes Schloss mit zwei aus einer roten Zinnenmauer wachsenden Türmen zeigte, eine stilisierte Darstellung von Schloss Blutenburg. In das – heraldisch – rechte Obereck setzte er das Stammwappen der Familie Berchem. Der Gemeinderat beschloss am 26. April 1922, dieses Wappen annehmen zu wollen.
Das Hauptstaatsarchiv, der die Wappenentwürfe begutachtet, verweigerte jedoch seine Zustimmung, da die Verwendung des Adelswappens als Beizeichen „ein heraldisches Novum“ wäre. Am 16. Juli 1922 schließlich beschloss der Gemeinderat den Entwurf Rheudes unter Verzicht auf das Beizeichen. Das Wappen wurde am 22. September 1922 durch das Ministerium des Innen genehmigt.
Nach der Eingemeindung in die Stadt München 1938 besitzt der Stadtrat der Landeshauptstadt München sämtliche Rechte zur Verwendung und Führung des Wappens. Das Traditionsverständnis der Obermenzinger hat dazu geführt, dass noch heute – trotz Eingemeindung nach München im Jahr 1938 – das Wappen der ehemals eigenständigen Gemeinde am Maibaum vor dem Alten Wirt zu sehen ist. Es wurde 1980 durch eine Spende der Bürgervereinigung Obermenzing e. V. am Maibaum angebracht.
Auch der Bezirksausschuss 21 Pasing-Obermenzing verwendet das Wappen neben dem Wappen der ehemals eigenständigen Stadt Pasing auch heute noch in seinem Briefkopf.

## Politik
Der Bezirksausschuss von Pasing-Obermenzing wurde zuletzt am 15. März 2020 gewählt.
Die Sitzverteilung lautet wie folgt:
GRÜNE: 11
CSU: 10
SPD: 6
ÖDP/FW: 2
FDP: 1
AFD: 1
Die CSU stellt den Bezirksausschuss-Vorsitzenden Frieder Vogelsgesang. Die Wahlbeteiligung lag bei 54,0 Prozent.

## Einwohnerstruktur
Nach wie vor ist Obermenzing von den gehobenen Sozialschichten geprägt. Der Anteil von Einwohnern mit höherem Bildungs- bzw. Hochschulabschluss ist überdurchschnittlich hoch, der Arbeiteranteil unterdurchschnittlich; er liegt bei knapp 12 Prozent.

## Religionen
Ursprünglich war Obermenzing überwiegend katholisch. In Obermenzing befinden sich heute eine katholische Pfarrei mit drei Kirchen, eine evangelisch-landeskirchliche Gemeinde, eine Gemeinde der Selbständigen Evangelisch-Lutherischen Kirche und ein russisch-orthodoxes Mönchskloster.
Kirche St. Georg
Die Kirche St. Georg ist die ursprüngliche Dorfkirche geht bis in die Romanik zurück und befindet sich im alten Ortskern. Urkundlich wurde sie 1315 erstmals erwähnt und steht heute unter Denkmalschutz.
Kirche St. Wolfgang
St. Wolfgang in Pipping wurde 1480 eingeweiht. Sehenswert ist vor allem der spätgotische Hochaltar von 1480 mit filigranen Schnitzarbeiten. 2011 wurde eine umfassende Sanierung durchgeführt.
Stadtpfarrkirche Leiden Christi
Die heutige katholische Pfarrkirche Leiden Christi wurde 1924 fertiggestellt und stellt sich architektonisch als einheitlicher, in der Durchgestaltung moderner und expressionistischer Bau von kraftvoller Monumentalität dar.
Carolinenkirche
Die evangelische Carolinenkirche wurde erst am 21. Dezember 1975 geweiht, weil erst seit den 1920er Jahren Protestanten nach Obermenzing zogen, die dann aber zur Kirchengemeinde von Pasing gehörten und von dort seelsorglich betreut wurden.
Kloster des Heiligen Hiob von Potschajew
In unmittelbarer Nähe der Blutenburg befindet sich Kloster des Heiligen Hiob von Potschajew, das zur russisch-orthodoxen Auslandskirche gehört und zugleich die Residenz von Erzbischof Mark ist.
Trinitatiskirche Kirche der Selbständigen Evangelisch-Lutherischen Kirche (SELK)

## Wirtschaft
Es sind keine Industrieansiedlungen in Obermenzing vorhanden. Von den rund 4.000 Arbeitsplätzen sind ca. 60 Prozent im Dienstleistungsbereich und im Handel angesiedelt.

## Verkehr

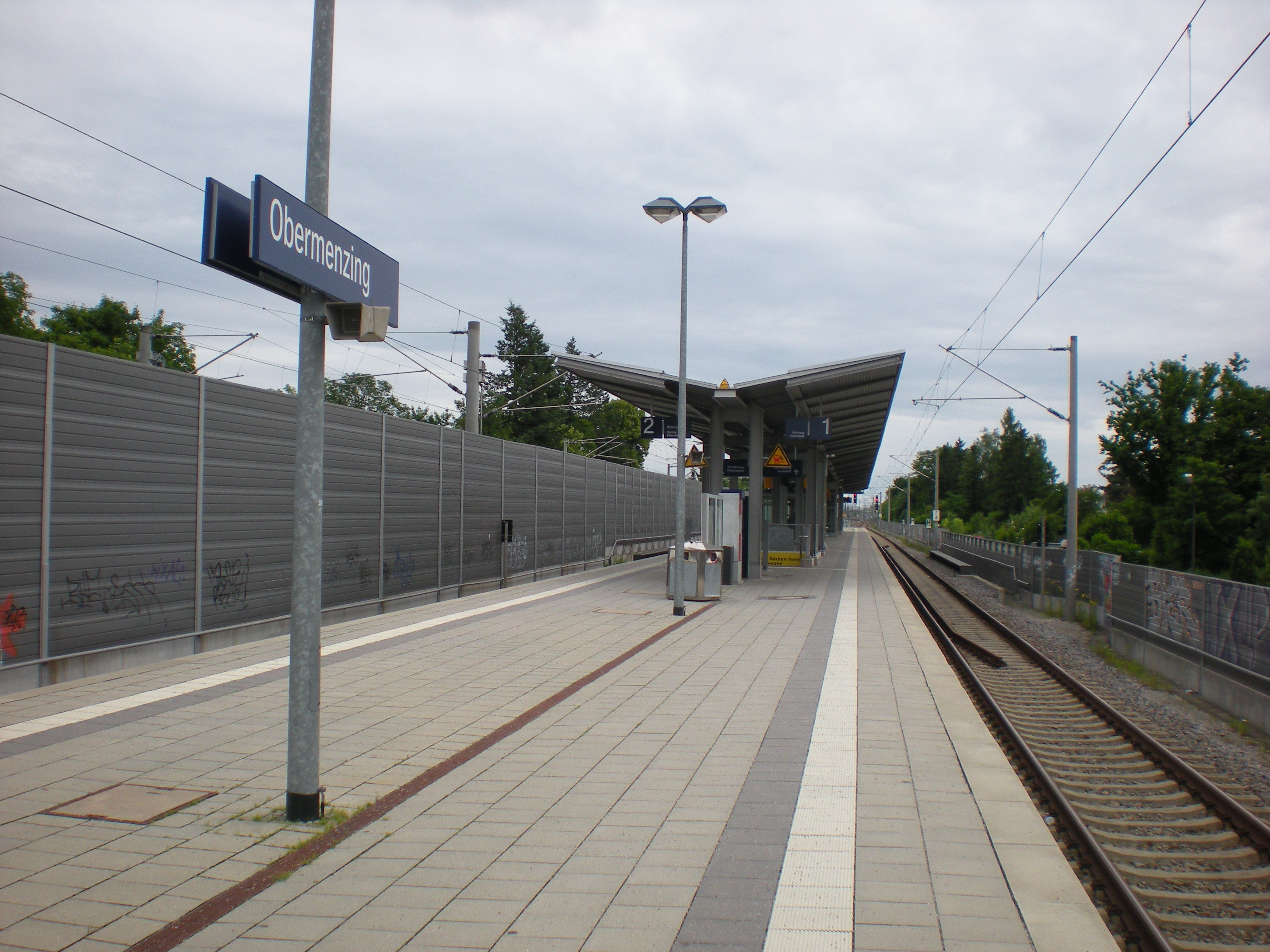
S-Bahnhof München Obermenzing

Im Individualverkehr ist Obermenzing gut angeschlossen: Die Pippinger Straße in Nord-Süd-Richtung und die Verdistraße in Ost-West-Richtung schließen den Stadtteil an Pasing und Nymphenburg an; gerade die Verdistraße hat aber eine Zubringerfunktion zur A 8 Richtung Stuttgart, so dass hier die Verkehrsbelastung nicht unerheblich ist.
Durch Obermenzing verläuft die Bahnstrecke München–Treuchtlingen, die im 10 bzw. 20-Minuten-Takt von der Linie S2 der S-Bahn München bedient wird. Der zweigleisige mit einem Mittelbahnsteig ausgestattete S-Bahn-Haltepunkt München-Obermenzing an der Verdistraße Nähe Bauseweinallee ist eine wichtige Schnittstelle im ÖPNV. Mehrere MVG-Buslinien dienen als Zubringer zur S-Bahn und zur Trambahn in Nymphenburg.

## Grünflächen
- Grünzug Würm – die Würm
- Park am Durchblick bei Schloss Blutenburg

## Öffentliche Einrichtungen

### Wissenschaft und Forschung
- Zoologische Staatssammlung (Münchhausenstraße 21)

### Schulen und Bildungseinrichtungen
- Grundschule mit Tagesheim An der Schäferwiese
- Grundschule an der Grandlstraße
- Städtische Realschule an der Blutenburg, Grandlstraße 5
- Obermenzinger Gymnasium – staatlich anerkanntes Privatgymnasium der Münchner Schulstiftung -Ernst v. Borries-
- Städtisches Louise-Schroeder-Gymnasium

## Baudenkmäler

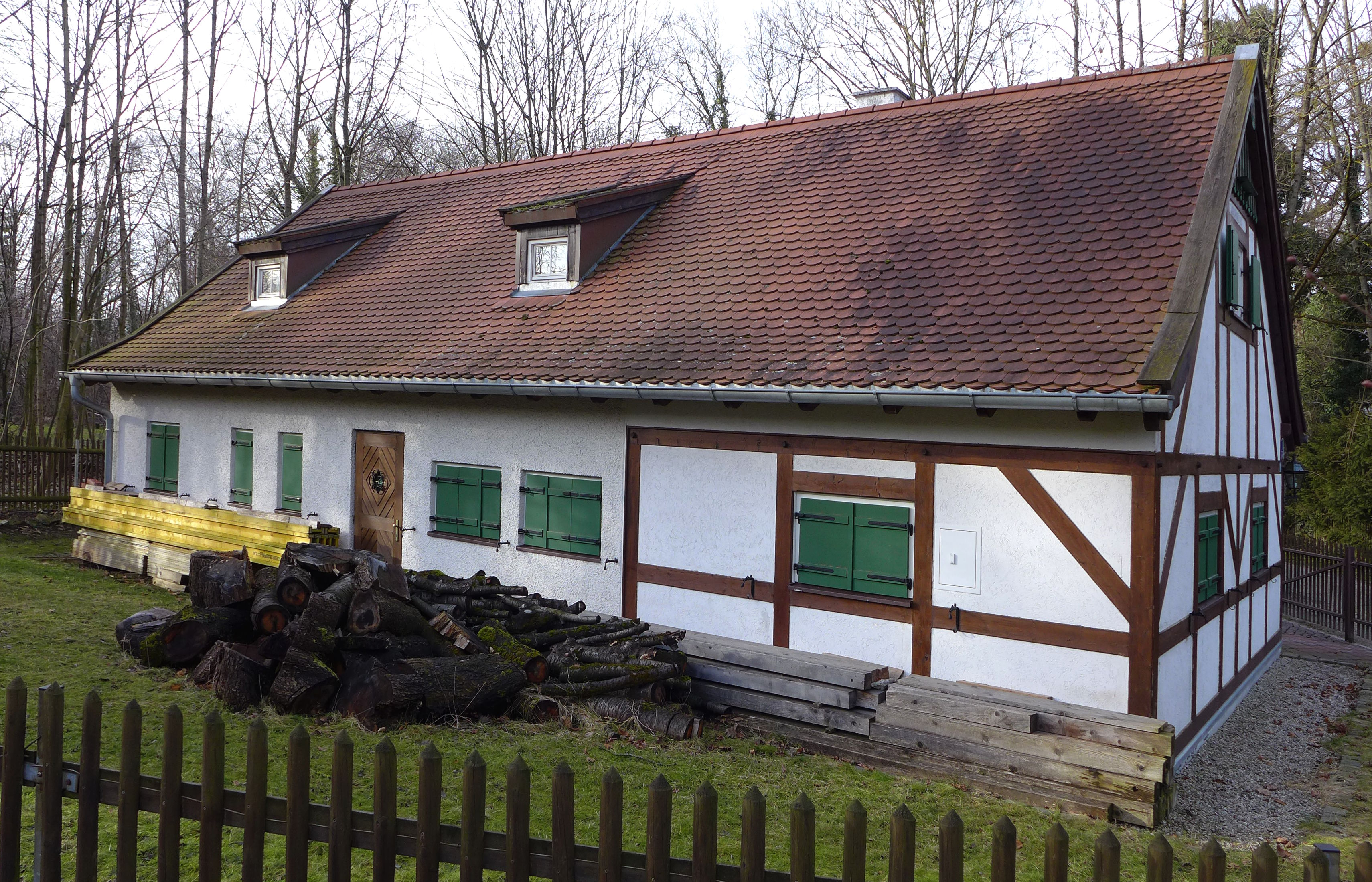
Carlhäusl

- Siehe: Liste der Baudenkmäler in München/Obermenzing